# Resolutie 1428 Veiligheidsraad Verenigde Naties
Resolutie 1428 van de Veiligheidsraad van de Verenigde Naties werd unaniem aangenomen op 30 juli 2002. De Veiligheidsraad verlengde de UNIFIL-vredesmacht in het zuiden van Libanon met een half jaar.

## Achtergrond
Na de Israëlische inval in Zuidelijk Libanon eind jaren 1970, stationeerden de Verenigde Naties de tijdelijke VN-macht UNIFIL in de streek. Die moest er de vrede handhaven totdat de Libanese overheid haar gezag opnieuw kon doen gelden.
In 1982 viel Israël Libanon opnieuw binnen voor een oorlog met de Palestijnse PLO. Midden 1985 begon Israël met terugtrekkingen uit het land, maar geregeld vonden nieuwe aanvallen en invasies plaats.

## Inhoud
Sinds 16 juni 2000 had Israël zich — na jaren — teruggetrokken uit het zuiden van Libanon. Daarmee had de UNIFIL-vredesmacht twee van haar drie taken voltooid. Ze concentreerde zich nu op het herstel van de vrede en veiligheid.
Het mandaat van UNIFIL werd opnieuw verlengd met zes maanden, tot 31 januari 2003. De Veiligheidsraad voorzag de vredesmacht op korte termijn te kunnen beëindigen, en benadrukte het belang van duurzame vrede in het Midden-Oosten.
Secretaris-generaal Kofi Annan werd gevraagd de missie te herschikken, zoals hij in zijn rapport had aangegeven. Libanon werd geprezen voor de ondernomen stappen om haar gezag in het zuiden van het land te herstellen door onder meer troepen te sturen en de rust in de regio te bewaren. Ook werden alle gewelddaden veroordeeld en was men bezorgd over ernstige schendingen van de terugtrekkingslijn.

## Verwante resoluties
- Resolutie 1405 Veiligheidsraad Verenigde Naties
- Resolutie 1415 Veiligheidsraad Verenigde Naties
- Resolutie 1435 Veiligheidsraad Verenigde Naties
- Resolutie 1451 Veiligheidsraad Verenigde Naties

Lijst ·  1387 ·  1388 ·  1389 ·  1390 ·  1391 ·  1392 ·  1393 ·  1394 ·  1395 ·  1396 ·  1397 ·  1398 ·  1399 ·  1400 ·  1401 ·  1402 ·  1403 ·  1404 ·  1405 ·  1406 ·  1407 ·  1408 ·  1409 ·  1410 ·  1411 ·  1412 ·  1413 ·  1414 ·  1415 ·  1416 ·  1417 ·  1418 ·  1419 ·  1420 ·  1421 ·  1422 ·  1423 ·  1424 ·  1425 ·  1426 ·  1427 ·  1428 ·  1429 ·  1430 ·  1431 ·  1432 ·  1433 ·  1434 ·  1435 ·  1436 ·  1437 ·  1438 ·  1439 ·  1440 ·  1441 ·  1442 ·  1443 ·  1444 ·  1445 ·  1446 ·  1447 ·  1448 ·  1449 ·  1450 ·  1451 ·  1452 ·  1453 ·  1454